# Мельниченко Віктор Олександрович
Ві́ктор Олекса́ндрович Мельниче́нко (рос. Виктор Александрович Мельниченко 5 серпня 1939, с. Миколаївка — † 11 лютого 2009, Котовськ) — радянський та український шаховий композитор. Майстер спорту СРСР (1971), міжнародний майстер з шахової композиції (1989), міжнародний арбітр (1984) та гросмейстер України із шахової композиції (1989) , співавтор Одеської теми.

## Життя і творчість
Ще в дитинстві сім'я переїхала до райцентру Цебрикове. Правила шахів вивчив доволі пізно, в 14-літьому віці. Відразу ж почав вивчати шахову теорію і після прочитання книги Євгена Умнова «Что такое шахматная композиция» зацікавився розв'язуванням і складанням шахових задач. Першу «справжню» задачу склав 1956 року і послав її на республіканський конкурс, звідки отримав почесний відгук за свою двоходівку.
Прихильно ставився до колективної творчості. Серед співавторів задач: міжнародний гросмейстер із шахової композиції Валентин Руденко, майстри спорту Сергій Шедей, Юрій Гордіан, майстер задач-мініатюр Мікулаш Локкер та інші.
Згодом двоходівки стали головними у творчості композитора. З 1958 до початку 1990-х років склав понад 300 задач, близько 200 з яких отримували відгуки та відзначення (у тому числі 90 призів) на конкурсах. З 1973 року тренував збірну СРСР з 2-ходівок для виступів на міжнародних змаганнях. У 1984 отримав звання міжнародного арбітра. Автор ряду статей з питань теорії та естетики шахової задачі. Кілька років вів огляда закордонної двоходівки в журналі «Шахматы в СССР». Переможець XIV чемпіонату СРСР із розв'язування двоходових задач. 6-разовий чемпіон Збройний Сил СРСР, дворазовий чемпіон УРСР.